# マンモス校
マンモス校（マンモスこう）とは、児童・生徒の収容人数が多く、規模が大きい学校を指す。教育行政においては「過大規模校」などと呼ぶ場合もある。
マンモス校をかかえる地域では、マンモス校の解消は行政における重要な課題となる。

## 概説
全校の児童・生徒数がおおむね1000人を超えたり、一学年につき300人を超えたり6学級を超えたりする場合にマンモス校と呼ばれるケースが多い。
なお、文部科学省による学校の規模の分類は次の表のとおりである。
| 分類       | 学校全体の学級数     | 学年の学級数       | 全校児童数の目安 |
| ---------- | -------------------- | ------------------ | ---------------- |
| 過大規模校 | 31学級以上           | 6学級以上          | 900人以上        |
| 大規模校   | 25学級以上30学級以下 | 5学級以上6学級未満 | 750～900人程度   |
| 標準       | 12学級以上18学級以下 | 2学級以上3学級以下 | 360～540人程度   |

さらに、収容人数に応じ、学校設置基準が定める施設規模を満たすことが出来ない学校についても、実務上はマンモス校と呼んで差し支えない。

### 学校設置基準が定める施設の規模
小学校
- 児童数481人以上の場合校舎の面積は、2700+3×（児童数-480）　単位:平方メートル

中学校
- 生徒数481人以上の場合の校舎の面積は、3240+4×（生徒数-480）　単位:平方メートル

## 沿革

### 戦後
第二次世界大戦後、学校教育法の制定により6-3制の義務教育制度が始まり、新制中学校の校舎整備が追いつかず、過剰収容、交代制の2部授業、屋外での青空教室なども行われた。
団塊の世代の学齢期においては1学級あたり50〜60人で授業が行われた。

### 高度経済成長と郊外の住宅開発
主に1970年代から1990年代にかけ、都市部や郊外での新興住宅地や団地の新設、さらに団塊ジュニア世代の学齢期も重なりマンモス校が多くみられた。地域に増加した子どもは、既存の公立の小学校や中学校に入学・転入学したため児童・生徒の数が多くなり、臨時にプレハブの仮校舎を建てたり、校舎を増設したり、周辺の学校に児童・生徒を分散させたりしていたが、それでも収容しきれない場合は新規に学校を開設するといったことが繰り返された。

### 現在
少子化による児童・生徒数の自然減により、マンモス校の数は減ってはいるものの、新興住宅地や高層マンションの建設が盛んな地域（例えば東京23区や神奈川県の一部地域など）では子どもを受け入れる学校の新設や増設が間に合わず、現在でもマンモス校は存在している。また、行政が子育てしやすい街づくりをしている地域などは子育て世代が集まりやすく、子どもが学齢期を迎えると地域の既存の学校がマンモス校化することもある。
新制度の小中一貫校（小学1年から中学3年までを施設一体型で収容する義務教育学校など）の学区が、人口増加地域であるとマンモス校になりやすい。この場合、通常の小学校と中学校の2校分に相当する9学年が同時に転入増加するため、児童・生徒数の見込み予測も難しい事情や、一つの学校の中に体格や機能の異なる小学生と中学生に合わせた異なる規格の施設増設が必要になり、さらには、敷地が足りなくなるなど課題も多くなる。

## 具体例
佐賀県大町町の大町小学校は、杵島炭鉱の最盛期である昭和33年（1958年）に児童数が最大4,069人との記録が残っている。
大阪府堺市では1970年代から1980年代にかけてマンモス中学校が大量に発生し社会問題となった。要因としては、大阪市のベッドタウン化が急激に進んだことに伴う人口の増加と、それに対応するだけの中学校建設財源が確保できなかったことが挙げられる。堺市は財源を確保する目的で臨海部を開発し工場誘致を進めた（堺泉北臨海工業地帯）ものの、今度は公害が問題化する。また、堺市が想定していたほど税収も見込めなかったため、マンモス中学校は放置されたままだった。
鹿児島市立坂元小学校は1974年に生徒数972人で開校して1982年に最大2,245人を数えたが、1985年に学校新設分離により1,220人に、さらに1993年にも新設分離により584人にまでなり生徒人数が適正化されている。
2017年に全国一のマンモス小学校となった北海道千歳市立北陽小学校は1,400人を超えている。